# یوهان گئورگ موتسارت
یوهان گئورگ موتسارت (به آلمانی: Johann Georg Mozart) (۴ مهٔ ۱۶۷۹ – ۱۹ فوریهٔ ۱۷۳۶) صحاف آلمانی بود.
او پدرِ لئوپلد موتسارت و پدربزرگ پدریِ ولفگانگ آمادئوس موتسارت، آهنگسازان آلمانی-اتریشی بود.
یوهان گئورگ فرزندِ فرانتس موتسارت، بنّای اهل آوگسبورگ بود.